# Stephan Weil
Stephan Weil, född 15 december 1958 i Hamburg, Västtyskland, är en tysk socialdemokratisk politiker tillhörande partiet SPD. Han är sedan 19 februari 2013 förbundslandet Niedersachsens ministerpresident (delstatsregeringschef). I denna roll var han även 2013–2014 ordförande för Tysklands förbundsråd och därmed Tysklands förbundspresidents ställföreträdare.
Weil är parallellt med ministerpresidentskapet även ordförande för SPD-distriktet i Niedersachsen. Han var tidigare, från november 2006 till januari 2013, överborgmästare i förbundslandet Niedersachsens huvudstad Hannover.